# Skeleton-Intercontinentalcup 2010/11
Der Skeleton-Intercontinentalcup wurde in der Saison 2010/11 zum vierten Mal ausgetragen. Er fungierte als Bindeglied zwischen dem Weltcup und den kontinentalen Rennserien Europacup und America’s Cup.
Die Startplätze wurden im Intercontinentalcup über nationale Quoten vergeben, die auf den Ergebnissen der Vorsaison basieren.
Männer:
- 3 Startplätze:  Kanada,  Deutschland,  Vereinigte Staaten,  Vereinigtes Königreich
- 2 Startplätze:  Japan,  Russland,  Italien,  Schweiz,  Österreich,  Südkorea
- alle übrigen Nationen können einen Starter entsenden

Frauen:
- 3 Startplätze:  Kanada,  Vereinigte Staaten,  Deutschland,  Russland
- 2 Startplätze:  Schweiz,  Vereinigtes Königreich,  Italien,  Rumänien
- alle übrigen Nationen können eine Starterin entsenden

## Männer

### Männer-Veranstaltungen
| Datum             | Ort         | Sieger            | Zweiter           | Dritter            |
| ----------------- | ----------- | ----------------- | ----------------- | ------------------ |
| 27. November 2010 | Winterberg  | Alexander Gassner | Kyle Tress        | Pascal Oswald      |
| 4. Dezember 2010  | Altenberg   | Alexander Kröckel | Alexander Gassner | David Lingmann     |
| 11. Dezember 2010 | La Plagne   | David Lingmann    | Alexander Kröckel | Andy Wood          |
| 12. Dezember 2010 | La Plagne   | David Lingmann    | Alexander Kröckel | Andy Wood          |
| 20. Januar 2011   | Whistler    | Alexander Kröckel | Alexander Gassner | Charles Wlodarczak |
| 21. Januar 2011   | Whistler    | Alexander Gassner | David Lingmann    | Alexander Kröckel  |
| 27. Januar 2011   | Lake Placid | Adam Pengilly     | David Lingmann    | Luke Schulz        |
| 28. Januar 2011   | Lake Placid | Adam Pengilly     | Caleb Smith       | Alexander Gassner  |

### Männer-Einzelwertung
| Platz | Sportler                   | Land                   | WIN | ALT | LAP1 | LAP2 | WHI1 | WHI2 | LAP1 | LAP2 | Punkte |
| ----- | -------------------------- | ---------------------- | --- | --- | ---- | ---- | ---- | ---- | ---- | ---- | ------ |
| 01    | David Lingmann             | Deutschland            | 04  | 03  | 01   | 01   | 04   | 02   | 02   | 06   | 842    |
| 02    | Alexander Gassner          | Deutschland            | 01  | 02  | 04   | 05   | 02   | 01   | 05   | 03   | 842    |
| 03    | Alexander Kröckel          | Deutschland            | 015 | 01  | 02   | 02   | 01   | 03   | 07   | dns  | 698    |
| 04    | Caleb Smith                | Vereinigte Staaten     | 11  | 09  | 06   | 08   | 08   | 09   | 04   | 02   | 674    |
| 05    | Dominic Parsons            | Vereinigtes Königreich | 12  | 08  | 13   | 06   | 06   | 10   | 08   | 04   | 628    |
| 06    | Charles Wlodarczak         | Kanada                 | 07  | 12  | 06   | 07   | 03   | 06   | 15   | 14   | 618    |
| 07    | Robert Derman              | Kanada                 | 15  | 13  | 10   | 09   | 07   | 05   | 06   | 08   | 604    |
| 08    | Maurizio Oioli             | Italien                | 14  | 06  | 09   | 12   | 10   | 08   | 11   | 07   | 588    |
| 09    | Luke Schulz                | Vereinigte Staaten     | 08  | 11  | 12   | 11   | 14   | 18   | 03   | 05   | 570    |
| 10    | David Swift                | Vereinigtes Königreich | 10  | 10  | 11   | 14   | 11   | 16   | 09   | 09   | 536    |
| 11    | Yūki Sasahara              | Japan                  | 13  | 14  | 18   | 17   | 09   | 12   | 10   | 10   | 484    |
| 12    | Adam Pengilly              | Vereinigtes Königreich | –   | –   | –    | –    | 05   | 04   | 01   | 01   | 428    |
| 13    | Keisuke Kondo              | Japan                  | 19  | 17  | 15   | 15   | 18   | 13   | 13   | 12   | 409    |
| 14    | Andy Wood                  | Vereinigtes Königreich | 05  | 04  | 03   | 03   | –    | –    | –    | –    | 392    |
| 15    | Kyle Tress                 | Vereinigte Staaten     | 02  | 07  | 05   | 04   | –    | –    | –    | –    | 382    |
| 16    | Giovanni Mulassano         | Italien                | 17  | 18  | 17   | 18   | 16   | 15   | 14   | 17   | 368    |
| 17    | Eric Neilson               | Kanada                 | 09  | dnf | –    | –    | 12   | 07   | 17   | 13   | 328    |
| 18    | Pawel Tschuiko             | Russland               | 18  | 16  | 14   | 13   | 13   | 17   | –    | –    | 308    |
| 19    | Andrei Swistow             | Russland               | 21  | 15  | 06   | 10   | –    | –    | –    | –    | 243    |
| 20    | Pascal Oswald              | Schweiz                | 03  | 05  | –    | –    | –    | –    | –    | –    | 194    |
| 21    | Michael Höfer              | Schweiz                | 20  | 19  | 16   | 16   | –    | –    | –    | –    | 167    |
| 22    | Adam Moore                 | Vereinigte Staaten     | –   | –   | –    | –    | –    | –    | 12   | 11   | 132    |
| 23    | Brad Stewart               | Vereinigte Staaten     | –   | –   | –    | –    | 17   | 11   | –    | –    | 112    |
| 24    | Jewgeni Perle              | Russland               | –   | –   | –    | –    | 15   | 14   | –    | –    | 108    |
| 25    | Emilio de Souza Strapasson | Brasilien              | –   | –   | –    | –    | –    | –    | 16   | 18   | 088    |
| 26    | Dorin Velicu               | Rumänien               | 06  | –   | –    | –    | –    | –    | –    | –    | 088    |
| 27    | Bradley Chalupski          | Israel                 | –   | –   | –    | –    | –    | –    | 18   | 16   | 088    |
| 28    | Urs Vescoli                | Australien             | –   | –   | 19   | 19   | –    | –    | –    | –    | 074    |
| 29    | Silviu Alexandru Mesarosi  | Rumänien               | –   | –   | –    | –    | –    | –    | dns  | 15   | 052    |
| 30    | Hubert Licman              | Slowenien              | –   | 20  | –    | –    | –    | –    | –    | –    | 034    |

## Frauen

### Frauen-Veranstaltungen
| Datum             | Ort         | Sieger          | Zweiter        | Dritter          |
| ----------------- | ----------- | --------------- | -------------- | ---------------- |
| 27. November 2010 | Winterberg  | Sophia Griebel  | Lena Joch      | Darla Deschamps  |
| 4. Dezember 2010  | Altenberg   | Sophia Griebel  | Lena Joch      | Darla Deschamps  |
| 11. Dezember 2010 | La Plagne   | Darla Deschamps | Sophia Griebel | Michelle Kelly   |
| 12. Dezember 2010 | La Plagne   | Darla Deschamps | Sophia Griebel | Michelle Kelly   |
| 20. Januar 2011   | Whistler    | Sarah Reid      | Sophia Griebel | Katie Uhlaender  |
| 21. Januar 2011   | Whistler    | Sarah Reid      | Sophia Griebel | Micaela Widmer   |
| 27. Januar 2011   | Lake Placid | Sarah Reid      | Sophia Griebel | Michelle Kelly   |
| 28. Januar 2011   | Lake Placid | Michelle Kelly  | Sophia Griebel | Kimber Gabryszak |

### Frauen-Einzelwertung
| Platz | Sportler                   | Land                   | WIN | ALT | LAP1 | LAP2 | WHI1 | WHI2 | LAP1 | LAP2 | Punkte |
| ----- | -------------------------- | ---------------------- | --- | --- | ---- | ---- | ---- | ---- | ---- | ---- | ------ |
| 01    | Sophia Griebel             | Deutschland            | 01  | 01  | 02   | 02   | 02   | 02   | 02   | 02   | 790    |
| 02    | Michelle Kelly             | Kanada                 | 04  | 06  | 03   | 03   | 06   | 04   | 03   | 01   | 674    |
| 03    | Lena Joch                  | Deutschland            | 02  | 02  | 05   | 05   | 07   | 08   | 13   | 12   | 692    |
| 04    | Micaela Widmer             | Kanada                 | 09  | 08  | 10   | 10   | 05   | 03   | 07   | 05   | 670    |
| 05    | Sarah Elisabeth Sydney     | Vereinigtes Königreich | 08  | 11  | 11   | 11   | 09   | 07   | 09   | 08   | 600    |
| 06    | Jelena Judina              | Russland               | 06  | 05  | 07   | 06   | 04   | 06   | –    | –    | 536    |
| 07    | Sarah Reid                 | Kanada                 | –   | –   | –    | –    | 01   | 01   | 01   | 04   | 456    |
| 08    | Darla Deschamps-Montgomery | Kanada                 | 03  | 03  | 01   | 01   | –    | –    | –    | –    | 444    |
| 09    | Olga Nikandrowa            | Russland               | 17  | 12  | 09   | 09   | 10   | 10   | –    | –    | 404    |
| 10    | Kathleen Lorenz            | Deutschland            | 05  | 04  | 04   | 04   | –    | –    | –    | –    | 380    |
| 11    | Katie Uhlaender            | Vereinigte Staaten     | –   | –   | 06   | 07   | 03   | 05   | –    | –    | 366    |
| 12    | Rachelle Rasmussen         | Vereinigte Staaten     | 14  | dnf | –    | –    | 13   | 13   | 06   | 07   | 348    |
| 13    | Marija Orlowa              | Russland               | 10  | 07  | 08   | 08   | –    | –    | –    | –    | 316    |
| 14    | Barbara Hosch              | Schweiz                | –   | –   | –    | –    | 10   | 11   | 08   | 09   | 296    |
| 15    | Sarah Sartor               | Deutschland            | –   | –   | –    | –    | 12   | 12   | 11   | 10   | 268    |
| 16    | Undīne Vītola              | Lettland               | 15  | 09  | 12   | 12   | –    | –    | –    | –    | 256    |
| 17    | Kimber Gabryszak           | Vereinigte Staaten     | –   | –   | –    | –    | –    | –    | 04   | 03   | 198    |
| 18    | Maria Mazilu               | Rumänien               | 11  | –   | –    | –    | –    | –    | 12   | 13   | 192    |
| 19    | Rose McGrandle             | Vereinigtes Königreich | –   | –   | –    | –    | –    | –    | 05   | 05   | 184    |
| 20    | Delia Andreea Ivas         | Rumänien               | 11  | –   | –    | –    | –    | –    | 14   | 14   | 180    |
| 21    | Jessica Kilian             | Schweiz                | 07  | 10  | –    | –    | –    | –    | –    | –    | 156    |
| 22    | Olga Korobkina             | Russland               | –   | –   | –    | –    | 08   | 09   | –    | –    | 156    |
| 23    | Lauri Bausch               | Vereinigte Staaten     | –   | –   | –    | –    | –    | –    | 10   | 11   | 140    |
| 24    | Joy Bryant                 | Vereinigte Staaten     | 20  | 13  | –    | –    | –    | –    | –    | –    | 094    |
| 25    | Tracey Anderson            | Vereinigte Staaten     | 19  | 14  | –    | –    | –    | –    | –    | –    | 093    |
| 26    | Teresita Bramante Vallana  | Italien                | 13  | –   | –    | –    | –    | –    | –    | –    | 060    |
| 27    | Elena Mandrino             | Italien                | 16  | –   | –    | –    | –    | –    | –    | –    | 048    |
| 28    | Angelika Benz              | Schweiz                | 18  | –   | –    | –    | –    | –    | –    | –    | 040    |
| 29    | María Montejano            | Spanien                | 21  | –   | –    | –    | –    | –    | –    | –    | 031    |